# فريدريش كونسيليا
فريدريش كونسيليا (بالألمانية: Friedrich Koncilia)‏ (مواليد 25 فبراير 1948) هو لاعب كرة قدم. يلعب مع منتخب النمسا لكرة القدم. سبق له أن لعب في كأس العالم لكرة القدم مع منتخب بلاده.

## مسيرته الكروية
لعب فريدريش كونسيليا خلال مسيرته الاحترافية مع 5 أندية في واحد وعشرون موسمًا ولم يسجل خلالها أي هدف ضمن 533 مباراة. حيث فاز في ستة مواسم بالكأس وفي ثمانية مواسم بالدوري.
خاض فريدريش كونسيليا مسيرته مع نادي كارنتين في موسم 1965–66 ليلعب معه أربعة مواسم، مشاركًا في 66 مباراة ولم يسجل أي هدف. ثم انتقل إلى نادي تيرول في موسم 1969–70 ولمدة موسمين، حيث شارك في 60 مباراة ولم يسجل أي هدف أيضًا. لينتقل بعدها إلى نادي واكر إنسبروك في موسم 1971–72 ليلعب معه ثمانية مواسم، مشاركًا في 236 مباراة ولم يسجل أي هدف أيضًا. ثم انتقل إلى نادي أوستريا فيينا في موسم 1979–80 ليلعب معه ستة مواسم، مشاركًا في 163 مباراة ولم يسجل أي هدف أيضًا.

## روابط خارجية
- فريدريش كونسيليا على موقع الاتحاد الدولي (مؤرشف)  (الإنجليزية)
- فريدريش كونسيليا على موقع قاعدة بيانات كرة القدم.إي يو (الإنجليزية)
- فريدريش كونسيليا على موقع ناشيونال فوتبول تيمز (الإنجليزية)
- فريدريش كونسيليا على موقع Soccerway.com (الإنجليزية)
- فريدريش كونسيليا على موقع عالم كرة القدم.نت (الإنجليزية)